# Knut I
Knut I (Hardeknut) var kung i delar av Danmark omkring 917 till 948.
Adam av Bremen berättar att Hardeknut kom från Northmannia (dvs »nordmännens land«, som kan betyda antingen Norge, Northumbria eller Normandie). Enligt samma källa anlände han till Danmark för att avsätta den unge kung Sigtrygg. Detta skedde enligt Adam under ärkebiskop Hogers sista tid, och Hoger dog 917. 
Hardeknut bör därefter ha styrt sitt rike i omkring 30 år. Han efterträddes av sonen Gorm den gamle, vilken betraktas som Danmarks första formella kung. 
Vissa vill koppla ihop honom med en från mynt i Sliverdale-fyndet identifierad Knut eller Airdecnvt av Northumbria, en vikingakung i Jorvik runt år 900. 
Enligt Ragnarssona þáttr var Hardeknut son till Bjaella, dotter till Ælla av Northumbria. 